# Dům U Zlatého úsvitu
Dům U Zlatého úsvitu je česká filmová pohádka z roku 2009, kterou natočil režisér Pavel Jandourek. Autorem scénáře tohoto původního televizního filmu (s podtitulem „poetická pohádková groteska“) je Václav Holanec.
Tento pohádkový příběh byl natočen v červnu 2009 v Telči, jejím okolí a v městečku Třešť na Vysočině. Televizní premiéru měl film 25. prosince 2009.
Hlavní představitelé dětských rolí Petra Šimberová a Štěpán Krtička získali na 42. ročníku Dětského filmového a televizního festivalu Oty Hofmana v Ostrově v říjnu 2010 cenu Zlatý dudek za nejlepší dětské herecké výkony v rolích Adélky a Ondry.

## Děj
Tato pohádka s groteskně komediální nadsázkou, kde je povoleno prakticky vše, je datována do roku 1929. Děj se odehrává ve fiktivním malém městečku Bludičkov, kde se zastavil čas a hodiny ukazují symbolicky za pět minut dvanáct. Osudy obyvatel zná pouze tajemná postava Acruxe. V Bludičkově skromně žije sirotek Ondra Pučalík (Štěpán Krtička) se svým dědečkem (Josef Somr), který provozuje zapadlé knihkupectví v domě U Zlatého úsvitu.
Poklidný život městečka se obrací naruby, když přijede známý kočovný kouzelník Heliodromus (Vladimír Javorský) se svou dcerou Adélkou (Petra Šimberová), s níž se před školou seznámí hlavní hrdina Ondra. Veškeré nepravosti, které se v Bludičkově dějí, se odhalují na představení jasnovidce Heliodroma v místním hostinci. Sobecké charaktery zpupného starosty a patolízalských radních pak osudově poznamenávají Ondrův život.
Starostová Kolembářová má zájem o výklad budoucnosti, neboť má v úmyslu si otevřít kloboučnický salon v domě, „kde slunce vychází po celý den“. Na její naléhání starosta vyhrožuje Ondrovu dědečkovi, že nedaruje-li jí svůj knihkupecký krámek, zařídí jeho bankrot a Ondra skončí v nápravném ústavu. Na cestě z radnice dědečka zradí srdce a zemře. Adélka se přimlouvá za Ondru u svého otce, který i přes svou zdrženlivost a mínění, že si každý má projít svým osudem, poradí Ondrovi, aby v noci v dědečkově obchodu našel místo ukrývající největší bohatství, které mu už nikdo nevezme. Ondra se dá do hledání…
Jde o úsměvný pohádkový příběh o tom, jak vám návštěva jednoho kouzelníka může obrátit život naruby, a o tom, jak sirotek Ondra možná ke štěstí přišel.

## Osoby a obsazení
| Vladimír Javorský  | Heliodromus                     |
| Štěpán Krtička     | Ondra Pučalík                   |
| Petra Šimberová    | Adélka                          |
| Igor Bareš         | starosta Kryštof Kolembář       |
| Linda Rybová       | Apolena Kolembářová, starostová |
| Iva Janžurová      | učitelka Miriam Hetflašová      |
| Pavel Zedníček     | strážník Mátoha                 |
| Josef Somr         | knihkupec František Pučalík     |
| Miroslav Táborský  | doktor Běhounek                 |
| Luboš Veselý       | novinář Slávek Jankovec         |
| Pavel Liška        | lyžař Václav Vrbata             |
| Oldřich Navrátil   | ředitel školy Lumír Hetflaš     |
| Ivan Urbánek       | strážník Moták                  |
| Marek Svoboda      | Richard Moták, jeho syn         |
| Norbert Lichý      | soudce Slepička                 |
| Erik Pardus        | řezník Jonáš Suchopárek         |
| Karel Dobrý        | Acrux                           |
| Ladislav Kolář     | starý Ondra – advokát           |
| Vladimír Kratina   | hospodský Charvátek             |
| Ondřej Pavelka     | kapitán Rouchal                 |
| Monika Maláčová    | Suchopárková                    |
| Eva Vrbková        | učitelka hudby                  |
| Veronika Poláčková | zmrzlinářka                     |
| Klára Valešová     | šprtka Hanička                  |
| Světlana Slováková | slovenská turistka              |
| Jana Glocová       | květinářka                      |
|                    | starostové pes Kremrolín        |
|                    | Heliodromův kůň Polyxenes       |